# 茨城県道113号真端水戸線

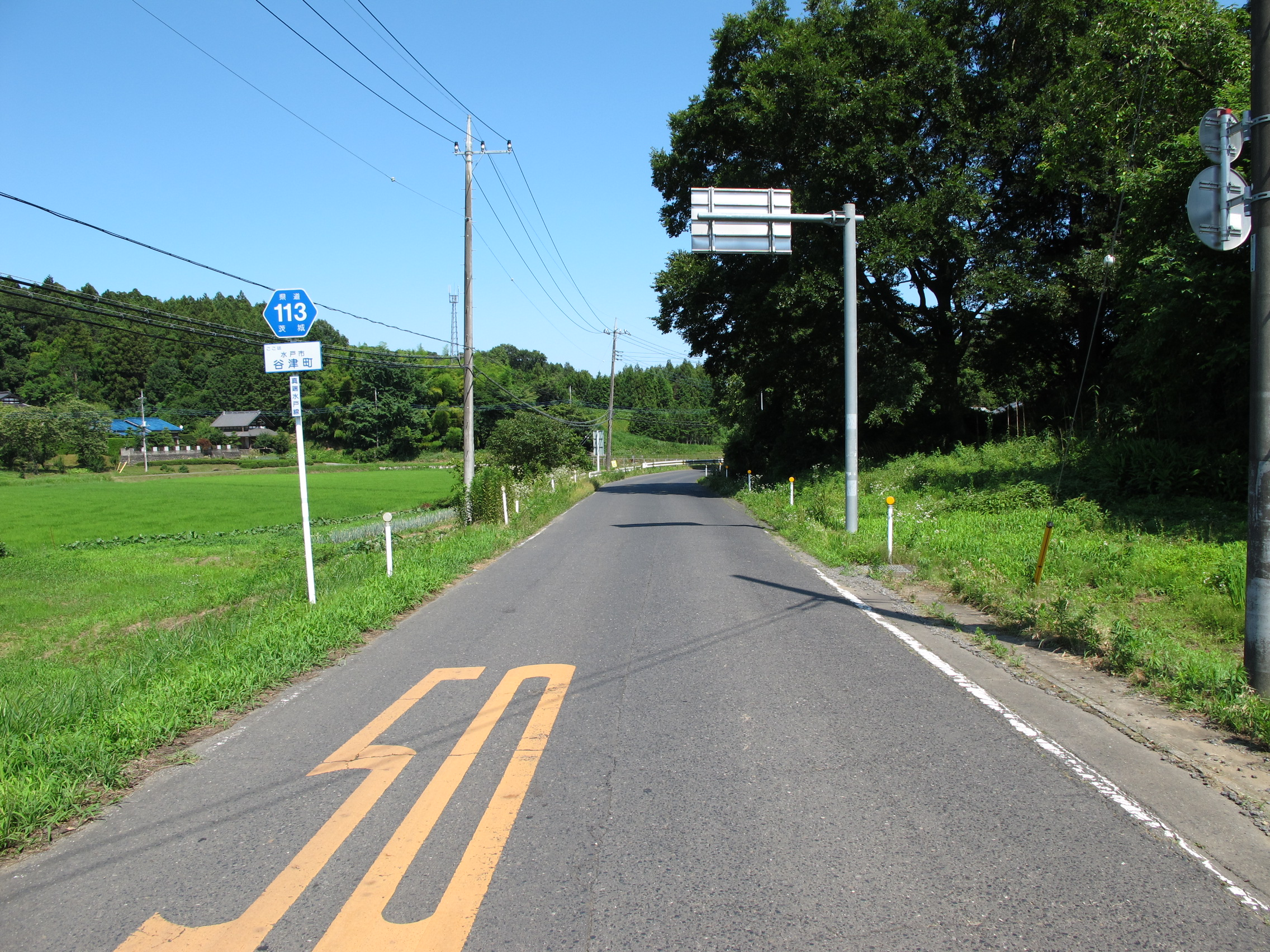
茨城県道113号真端水戸線
水戸市谷津町（2011年7月）

茨城県道113号真端水戸線（いばらきけんどう113ごう さなばた みとせん）は、茨城県東茨城郡城里町真端から同県水戸市に至る一般県道である。

## 概要
東茨城郡城里町真端（茨城県道39号笠間緒川線）から笠間市北東部の山間地域や水戸西流通センター付近を経て、水戸市渡里町で国道123号に接続する東西約22 kmの県道路線である。

### 路線データ
- 起点：東茨城郡城里町真端（茨城県道39号笠間緒川線分岐）[1]
- 終点：水戸市渡里町字高野台3247番8（国道123号分岐）[2]
- 総延長：20.859 km[3]
- 重用延長：0.939 km[3]
- 未供用延長：なし[3]
- 実延長：19.917 km[3]
- 自動車交通不能区間延長[注釈 1]：なし[3]

## 歴史
1959年（昭和34年）10月14日、新たな県道として西茨城郡七会村大字真端（現・城里町真端）を起点とし、笠間市を経由して水戸市を終点とする区間を本路線として茨城県が県道路線認定した。1995年（平成7年）に整理番号122に変更されて現在に至る。

### 年表
- 1952年（昭和27年）2月4日：現在の路線の前身の真端水戸線が路線認定される。
- 1959年（昭和34年）10月14日
  - 現在の路線が路線認定される[4]。
  - 道路の区域は、西茨城郡七会村大字真端の県道阿波山笠間線（現在は県道笠間緒川線）分岐から水戸市渡里町の主要地方道水戸烏山線（現在の国道123号）交点までと決定された[1]。
- 1986年（昭和61年）9月8日：水戸市開江町のバイパス道路（約1.0 km）が開通[5]。
- 1990年（平成2年）2月15日：水戸市開江町地内の旧道（1.23 km）が指定解除され市道へ降格する[6]。
- 1992年（平成4年）5月18日：笠間市大字池野辺地内のバイパスを新設する道路区域が決定[7]。
- 1994年（平成6年）7月18日：笠間市大字大橋字下田裏 - 大字大橋字五反田のバイパス道路を新設する道路区域（1.29 km）が決定する[8]。
- 1995年（平成7年）
  - 1月12日：笠間市大字大橋（吉田神社下交差点付近）の狭隘道路を迂回するバイパス道路の道路区域が決定する[9]。
  - 3月30日：整理番号122から現在の番号（整理番号113）に変更される[10]。
- 1998年（平成10年）8月17日：西茨城郡七会村大字大網の狭隘道路を迂回するバイパス（470 m）が供用開始される[11]。
- 1999年（平成11年）12月27日：水戸市堀町 - 同市渡里町までバイパスを新設する道路区域（1.735 km）が決定する[12]。
- 2005年（平成17年）9月29日：笠間市大字池野辺地内の狭隘道路を迂回するバイパス開通を受けて旧道区間（950 m）が市道降格となる[13]。
- 2006年（平成18年）
  - 3月27日：水戸市堀町（渡里小学校付近） - 同市渡里町（国道123号交点）まで新道（約0.4 km）を一部供用開始[14]。
  - 10月19日：笠間市大橋地内のバイパス道開通を受けて旧道区間（880 m）が市道に降格となる[15]。
- 2008年（平成20年）
  - 1月17日：笠間市池野辺の狭隘な現道（1.44 km）の道路改良2車線化が決定[16]。
  - 1月31日：東茨城郡城里町大字真端、大字大網の狭隘な旧道（計426 m）が指定解除され城里町道へ降格[17]。
- 2009年（平成21年）2月26日：東茨城郡城里町大字大網地内の旧道（424 m）が県道指定解除により町道降格となる[18]。
- 2010年（平成22年）
  - 3月25日：水戸市全隈町地内の旧道（311 m）が指定解除により水戸市道へ降格[19]。
  - 3月29日：水戸市堀町地内のバイパス（都市計画道路西原町田野線）の一部区間（880 m）が開通する[20][21]。
- 2011年（平成23年）
  - 3月27日：水戸市堀町のバイパス（0.4 km）開通[22]。
  - 3月31日：新道開通を受けて、水戸市堀町 - 同市渡里町（国道123号・旧終点）の旧道（1.735 km）が市道へ降格する[2]。
- 2012年（平成24年）3月26日：水戸市開江町 - 同市堀町の道路改良バイパス路（約0.4 km）を供用開始[23]。
- 2016年（平成28年）2月12日：笠間市大橋の吉田神社下交差点 - 大橋集落内を走る旧道（675 m）を県道指定解除し、笠間市道に降格[24]。
- 2018年（平成30年）3月29日：水戸市堀町字台山 - 同字西原の旧道（173 m）を指定解除し、水戸市に移管[25]。

## 路線状況
かつてほぼ全線が1.5車線や狭隘区間であった。起点の城里町から笠間市大橋（主要地方道日立笠間線交点）は2車線の道路。笠間市大橋から水戸市谷津町（主要地方道石岡城里線交点）にかけて1.5車線や狭隘区間が多く制限速度は30 km/hや40 km/hに制限されている。この区間を通行する車は大型車が多い。水戸市谷津町から終点・水戸市渡里町までは2006年〜2011年に道路改良による新道が完成し、2車線が確保され、一部4車線になっている区間があり最も交通量が多い。

### 重複区間
- 茨城県道52号石岡城里線（水戸市谷津町：約0.5 km）
- 茨城県道61号日立笠間線（笠間市大橋：約0.4 km）

### 道路施設
- 石橋（東茨城郡城里町大字大網）

## 地理
水戸市北西部と笠間市北東部の八溝山地の山間部を通過する県道であるため、起伏や曲がりくねるカーブが多く、主要地方道石岡城里線と主要地方道日立笠間線交点ではクランクするため、いわゆる一本道ではない。沿線はゴルフ場が多い。起点付近の城里町から笠間市にかけて、山の谷間を流れる涸沼川に沿って道路が延び、終点付近の水戸市街地は平坦な住宅地を通過する。

### 通過する自治体
- 茨城県
  - 東茨城郡城里町 - 笠間市 - 水戸市

### 交差する道路
- 茨城県道39号笠間緒川線（東茨城郡城里町真端・起点）
- 茨城県道61号日立笠間線（笠間市大橋：重複）
- 茨城県道52号石岡城里線（水戸市谷津町：重複）
- 国道123号（水戸市渡里町字高野台・終点）

### 沿線
- 富士カントリー笠間倶楽部（笠間市池野辺）
- スターツ笠間ゴルフ倶楽部（笠間市大橋）
- 水戸ゴルフクラブ（水戸市加倉井町）
- 常陸の湯（水戸市加倉井町）